# Миклашевич Катерина Леонідівна
Катерина Леонідівна Миклашевич (нар. 25 січня 1992, Молодечно, Мінська область, Білорусь) — білоруська футболістка, воротар.

## Життєпис
Вихованка ДЮСШ № 1 міста Молодечно, перший тренер — Олена Федорівна Адамчук. На професіональному рівні почала грати в клубі «Університет» (Вітебськ). Пізніше перейшла в ФК «Мінськ», де провела 8 сезонів, зігравши понад 100 матчів у чемпіонатах Білорусі. Чемпіонка країни 2013, 2014, 2015, 2016, 2017 років, срібний призер чемпіонату 2012 року. Володарка Кубку (2011, 2013, 2014, 2015, 2016 2017) та Суперкубку (2014, 2015, 2016) Білорусі. На початку 2010-их років у деяких матчах виходила на позиції польового гравця, відзначилася 13 голами у вищій лізі.
У 2018 році перейшла в клуб «Бобруйчанка». Потім грала за ізраїльський «Маккабі» (Кір'ят-Гат) і грузинський «Ніке» (Тбілісі), з цими клубами брала участь в матчах єврокубків, також виступала за італійський «Орістано». У 2020 році перейшла в російський клуб «Локомотив» (Москва). Срібний призер чемпіонату Росії 2020 року.
Грала за юніорську і молодіжну збірну Білорусі. Викликалася до складу національної збірної, але в матчах офіційних турнірів станом на липень 2020 року на поле не виходила.